# Lertha ressli
Lertha ressli är en insektsart som beskrevs av H. Aspöck et al. 1984. Lertha ressli ingår i släktet Lertha och familjen Nemopteridae. Inga underarter finns listade i Catalogue of Life.